# Мечелоут (озеро)
Мечелоут — озеро на территории Лендерского сельского поселения Муезерского района Республики Карелия.

## Общие сведения
Площадь озера — 1,9 км², площадь бассейна — 35,1 км². Располагается на высоте 180,7 метров над уровнем моря.
Форма озера лопастная, продолговатая, вытянуто с запада на восток. Берега озера каменисто-песчаные, местами заболоченные.
С юга и юго-востока в озеро втекают безымянные ручьи.
Из северо-западной оконечности озера вытекает река Мечелоут, втекающая в реку Сулу.
Населённые пункты возле озера отсутствуют.
Код водного объекта в государственном водном реестре — 01050000111102000010748.